# Yakoma (peuple)
Pour les articles homonymes, voir Yakoma.

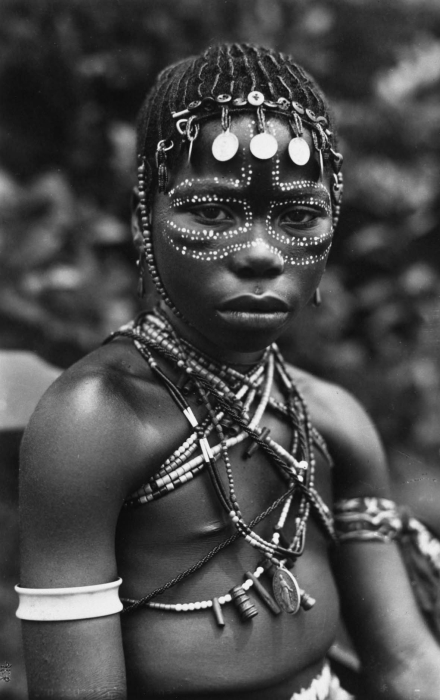
Jeune fille yakoma parée pour la danse (photo. 1929-1937)

Les Yakomas sont une population d'Afrique centrale vivant en République centrafricaine, également en République démocratique du Congo. Leur nombre est estimé à 80 000 voire plus.

## Origine
Les Nzakara et les Yakoma partagent les mêmes origines. Les Yakoma sont les membres d'un groupe ethnique du même nom. Ils habitent le long du fleuve Oubangui dans le sud du pays. Les Yakoma sont facilement  identifiables par leur dialecte appelé également yakoma. Ce dialecte très proche du « sango », l'une des deux langues nationale de la République Centrafricaine.
Les Yakoma, comme la plupart des habitants de la République centrafricaine, sont d'origine bantoue.

## Langues
Ils parlent le yakoma, une langue adamawa-oubanguienne. Le sango assimilé à la langue Yakoma de par des similitudes phonétiques.

## Histoire

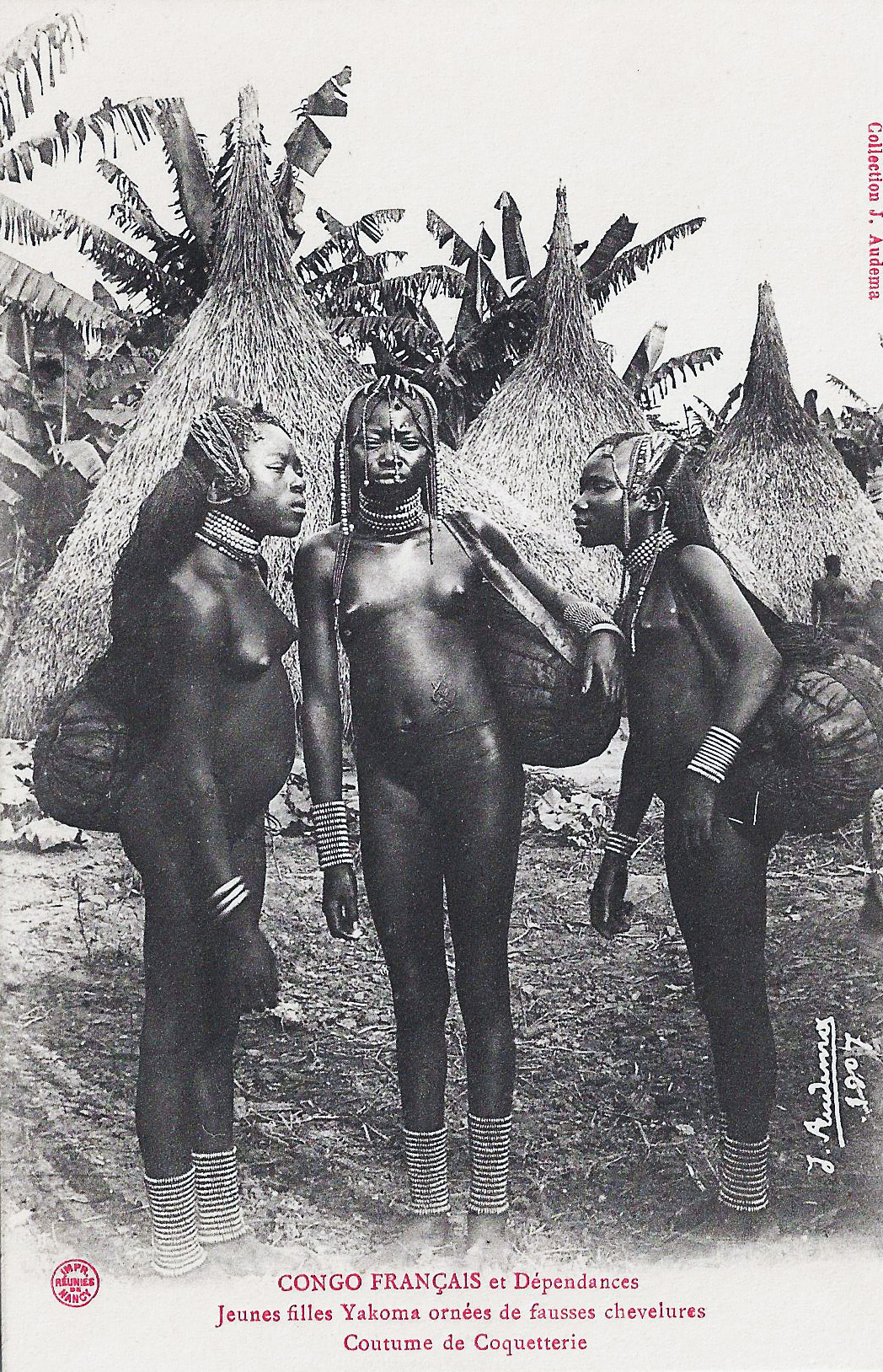
Jeunes filles Yakoma (~1900)

Selon certains historiens américains[Lesquels ?], les Yakomas vivaient auparavant dans le nord-est de l'Afrique précisément en Égypte (pendant certains siècles). À cause de la famine et de la domination arabe, cette ethnie a dû fuir l’Égypte pour s'installer en Afrique centrale, dans le vieux Oubangui-Chari. Ils sont souvent considérés comme des descendants du peuple d'Israël.

## Personnalités
Le général André Kolingba, ancien président de la République centrafricaine, était d'origine yakoma. La surreprésentation de cette communauté au sein du gouvernement et de l'armée lui a été reprochée.